# Anatoli Pepeliáyev
Anatoli Nikoláyevich Pepeliáyev (en ruso: Анатолий Николаевич Пепеляев; 15 de julio de 1891, en Tomsk - 14 de enero de 1938) fue un general blanco ruso que lideró los ejércitos siberianos del Almirante Kolchak durante la guerra civil rusa. Su hermano mayor Víktor Pepeliáyev sirvió como primer ministro en el gobierno de Kolchak.

## Marcha Trans-Siberiana
Graduado en la Escuela Militar de Pablo (1910), Pepeliáyev tomó parte en la I Guerra Mundial con el rango de teniente coronel y se distinguió en Przasnysz y Soldau. Tras la Revolución Rusa, tomó el timón del Movimiento Blanco en su ciudad natal siberiana de Tomsk, levantando el 1.º Cuerpo Siberiano y uniendo fuerzas con los checos blancos.
En el verano de 1918 el cuerpo de Pepeliáyev se vio envuelto en una remarcable expedición hacia el este a lo largo del Ferrocarril Transiberiano. Fue como consecuencia de esta expedición que los Blancos lograron tomar Siberia bajo su control. El 18 de junio Pepeliáyev entró en Krasnoyarsk; el 26 de agosto avanzó hacia el este hasta Chita. Tras cruzar Transbaikalia, las fuerzas de Pepeliáyev enlazaron con los cosacos del Amur de Grigori Semiónov a principios de septiembre.

## Servicio a las órdenes de Kolchak
En diciembre, las fuerzas de Pepeliáyev reanudaron su avance de alto ritmo, esta vez hacia el oeste. Su mayor victoria fue la captura de Perm, donde unos 20.000 soldados del Ejército Rojo fueron hechos prisioneros el 24 de diciembre de 1918. Un mayor avance hacia el Viatka fue impedido por fuertes heladas. Como llegó la rasputitsa de primavera la posición de Pepeliáyev se deterioró. Sus ejércitos habían dejado atrás sus líneas de suministro y estaban exhaustas de muchos meses de guerra incesante, mientras que el Ejército Rojo estaba poniendo tropas de refresco en el área.
La toma de Pepeliáyev de Glazov el 2 de junio de 1919 fue su último éxito. Durante los siguientes meses, su Primer Ejército Siberiano sufrió una serie de reveses y retrocedió hasta Tobolsk, donde fueron obligados a tomar una última posición contra los bolcheviques. Para finales de año, el Ejército Blanco había colapsado presa del pánico y abandonaba Omsk, seguido por Tomsk.
El conflicto latente de Pepeliáyev con Kolchak llegó a un punto crítico a mediados de diciembre de 1919 cuando emitió amenazas de arrestar al almirante blanco. Fueron reconciliados por Víktor Pepeliáyev antes que Anatoli fuera discapacitado por tifus y transferido por convalecencia a Harbin. Los restos de su ejército se unieron al de Vladimir Kappel y cruzaron el congelado lago Baikal durante la Gran Marcha Helada Siberiana.

## "Pepelyayevshchina"
Durante su estancia en Harbin, el antiguo general fue empleado en trabajos de baja categoría, incluyendo los de carpintero y taxista. Aun así, albergaba la intención de arrebatar Siberia a los bolcheviques. El 31 de agosto de 1922 Pepeliáyev y 553 voluntarios de la "druzhina" embarcaron para la última operación importante de la guerra civil. Navegaron hacia el mar de Ojotsk y desembarcaron en el puerto de Ojotsk, con la intención de penetrar hacia el oeste en el accidentado país montañoso.
En septiembre Pepeliáyev navegó por el río Ojota hacia Siberia, con los ojos puestos en Yakutsk. Sus tropas invadieron Yakutia, pero fueron contenidos por los bolcheviques de Ivan Strod. Numéricamente más débiles, fueron derrotados por el mero peso de los números. Después de abandonar el asentamiento clave de Amga, Pepeliáyev siguió presionando hacia el Pacífico con la esperanza de cruzar a Sajalín. Esta campaña final vio su derrota cerca de Ojotsk el 1-2 de mayo. Pepeliáyev se rindió a los bolcheviques después del asedio de la población marítima de Ayán el 17 de junio de 1923. Este fue el último asedio de la Guerra Civil Rusa.

## Encarcelamiento y muerte
El Teniente General Pepeliáyev fue juzgado por el tribunal militar de Vladivostok y sentenciado a muerte por un pelotón de fusilamiento. Después de pedir el perdón a Mijaíl Kalinin, la sentencia fue conmutada a diez años en prisión. Sirvió esta pena en la prisión de Yaroslavl, y después en la prisión de Butyrka. Pepeliáyev fue finalmente liberado el 6 de junio de 1936 y fue empleado como carpintero en Vorónezh. En agosto de 1937, durante las Grandes Purgas, fue de nuevo arrestado, llevado a Novosibirsk, juzgado por cargos de haber creado una organización contrarrevolucionaria, sentenciado a muerte y ejecutado el 14 de enero de 1938 junto a Iván Strod como "enemigos del pueblo". Pepeliáyev fue póstumamente absuelto de estos cargos y rehabilitado en 1989.

## Condecoraciones
- Orden de Santa Ana, 4.ª clase con la inscripción "Por Valentía", 3.ª clase y 2.º clase
- Orden de San Estanislao, 3.ª y 2.ª clases
- Orden de San Vladimir, 4.ª clase, con espadas y lazo
- Orden de San Jorge, 4.ª clase (27 de enero de 1917)
- Espada Dorada por Valentía (27 de septiembre de 1916)